# Ismaïl Aissati
Ismaïl Aissati (arabisch إسماعيل العيساتي, DMG Ismāʿīl al-ʿAisātī, Zentralatlas-Tamazight ⵉⵙⵎⴰⵄⵉⵍ ⵄⵉⵙⴰⵜⵉ Ismaɛil Ɛisati; * 16. August 1988 in Utrecht) ist ein ehemaliger niederländisch-marokkanischer Fußballspieler.

## Karriere

### Verein
Aissati, Sohn marokkanischer Eltern, durchlief die Jugendabteilung der PSV Eindhoven. Dort gehörte er seit 2005 zum Profikader der PSV. Beim Spiel gegen den AC Mailand am 19. Oktober 2005 war Aissati erst 17 Jahre, 2 Monate und 3 Tage alt und löste damit Ryan Babel (damals Ajax Amsterdam) als jüngsten Niederländer, der je in der UEFA Champions League zum Einsatz kam, ab. Bis Dezember 2007 absolvierte er 28 Spiele für die PSV und erzielte dabei vier Tore. Für die zweite Saisonhälfte der Saison wurde er an den FC Twente Enschede ausgeliehen. Dort sammelte er Spielpraxis, um nach seiner Rückkehr zur Saison 2007/08 den PSV zu verstärken.

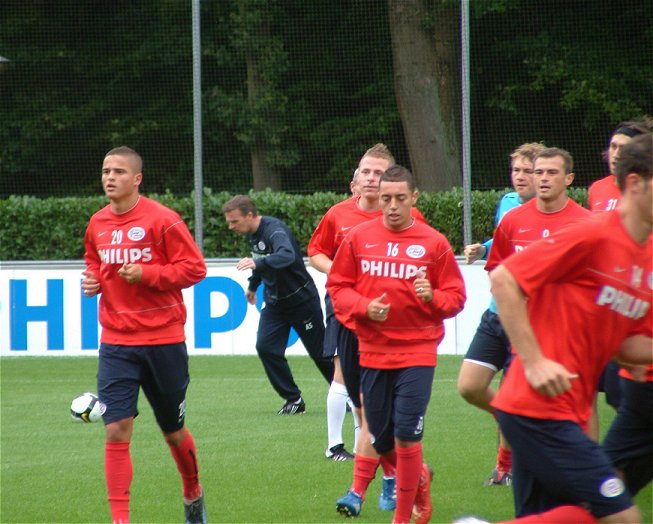
Aissati (Mitte, Nr. 16) in der Vorbereitung auf die Saison 2006/07 mit der PSV Eindhoven

Zur Saison 2008/09 wechselte das junge Talent zu Ajax Amsterdam, um dort öfter zu spielen als bei der PSV Eindhoven.
Aufgrund einer schweren Knieverletzung verpasste er den Großteil der Saison 2008/2009. Nachdem er über Einsätze im Reserveteam aufgebaut wurde, absolvierte er in der Rückrunde derselben Saison 9 Spiele (8 davon in der Startelf). Auch unter dem neuen Trainer Martin Jol gehörte er als vielseitig einsetzbarer Spieler zur Stammelf. Anfang der Saison 2010/11 wechselte Aissati auf Leihbasis zu Vitesse Arnheim.
Zur Saison 2012/13 wechselte er in die türkische Süper Lig zu Antalyaspor.
Nach einem Jahr bei Antalyaspor wechselte er gegen Ende der Sommertransferperiode 2013 zum russischen Erstligisten Terek Grosny. Von diesem wurde er für die Saison 2016/17 mit Alanyaspor an einen anderen Erstligisten der türkischen Provinz Antalya ausgeliehen. Im Sommer 2017 wechselte er zum türkischen Zweitligisten Balıkesirspor.
Nach 13 Einsätzen in der Meisterschaft wechselte Aissati zur Rückrunde der Saison 2017/18 zum Ligakonkurrenten Denizlispor. Hier entwickelte er sich zu einem Stammspieler und Fanliebling und war mit seinen Torvorlagen maßgeblich am Klassenerhalt der Saison 2017/18 und den Aufstieg in die Süper Lig 2018/19 beteiligt. Zum Jahreswechsel 2020/21 kündigte er seinen Vertrag bei Denizlispor, da ihm nach eigener Aussage kein Gehalt mehr überwiesen wurde. Nachdem er 2021 für Adana Demirspor gespielt hatte, kehrte er im selben Jahr zu Denizlispor zurück.

### Nationalmannschaft
Aissati war bei der U-21-Fußball-Europameisterschaft 2006 in Portugal im Kader der niederländischen Mannschaft. Gemeinsam mit berühmten Talenten wie Royston Drenthe, Ryan Babel und Hedwiges Maduro gelang es ihm, den Titel für das Oranje-Team zu erringen. Ein Jahr später war er bei der Titelverteidigung im eigenen Land wiederum Bestandteil der niederländischen U-21-Auswahl.
Am 30. Dezember 2008 verkündete der marokkanische Fußballverband FRMF, dass Aissati künftig für die marokkanische Fußballnationalmannschaft auflaufen wird, zu seinem Debüt kam er allerdings erst im August 2011 in einem Freundschaftsspiel gegen Senegal.

## Erfolge

### Verein
PSV Eindhoven
- Meister:2006, 2007, 2008

(Bemerkung: 2006/07 war Aissati zur Rückrunde an Twente Enschede verliehen)
Ajax Amsterdam
- Pokalsieger: 2010
- Meister:2011, 2012

Denizlispor
- Meister der TFF 1. Lig und Aufstieg in die Süper Lig: 2018/19

Adana Demirspor
- Meister der TFF 1. Lig und Aufstieg in die Süper Lig: 2020/21

### Nationalmannschaft
- U-21-Fußball-Europameister mit der niederländischen U21: 2006, 2007